# William Nankeville
William Nankeville (Guildford, 24 de marzo de 1925 - 8 de enero de 2021) fue un atleta británico especializado en la prueba de 1500 m, en la que consiguió ser medallista de bronce europeo en 1950.

## Carrera deportiva
Nacido el 24 de marzo de 1925, la carrera inicial de Nankeville fue interrumpida por la Segunda Guerra Mundial. Se unió al ejército él mismo cuando tenía 19 años en abril de 1944 e hizo contenedores de paracaídas y tanques de gasolina antes de ser enviado al extranjero a Bruselas, Hamburgo y al campo de concentración de Belsen poco después de su liberación en 1945.
Correr para el ejército en Bélgica reavivó la habilidad atlética que había demostrado cuando era niño y pronto comenzó a tener un impacto. Su ascenso fue rápido y en 1948 ganó el primero de un cuarteto de títulos AAA de una milla y alcanzó la final olímpica de 1500 m en Londres.
La final olímpica se llevó a cabo en una pista empapada de lluvia con el dúo sueco Henry Eriksson y Lennart Strand terminando uno-dos con Nankeville a poco más de un par de segundos del ganador en sexto lugar.
Dos años después, en el Campeonato de Europa de Bruselas, ganó una medalla de bronce en una carrera ganada por Wim Slijkhuis de Holanda.
Sin embargo, cuando se llevaron a cabo los siguientes Juegos Olímpicos, en Helsinki en 1952, Nankeville terminó noveno en su semifinal, ya que el principal corredor británico fue Roger Bannister, que terminó cuarto en una final ganada por Josy Barthel de Luxemburgo.
Bannister fue uno de los grandes rivales de Nankeville durante ese período. En la pista había poco que los separara mientras que fuera de la pista eran personajes muy diferentes con Bannister siendo parte de la élite de Oxbridge y Nankeville más como un corredor de clase trabajadora que había crecido como hijo de un lechero.
Bannister interrumpió la racha de victorias AAA de una milla de Nankeville al llevarse el título de 1951. Sin embargo, Nankeville ganó la carrera en 1948-50 (rompiendo el récord del campeonato en 1949 con 4: 08.8) y en 1952 con su última victoria frente a la Reina y una multitud de 46.000 espectadores en la Ciudad Blanca.
Bannister logró más notoriedad que Nankeville por cortesía de sus logros de millas en menos de cuatro minutos y también aparece liderando a Nankeville en la portada de la autobiografía de Nankeville, El milagro de la milla . Sin embargo, a pesar de esto, se salieron bien de la pista y hablaron por teléfono hasta la muerte de Bannister en 2018.
De hecho, Nankeville se codeó con muchos de los grandes del atletismo durante ese período. En una ocasión, por ejemplo, formó parte de un equipo de Walton AC en el relevo de carretera de Londres a Brighton con Chataway y Alan Turing, el pionero de la informática y genio de descifrar códigos en tiempos de guerra que también era, en ese momento, un aspirante olímpico en el maratón.
Después de que terminó su carrera en el atletismo, Nankeville trabajó para una empresa de fabricación de deportes y se ganó la reputación de ser una figura de 'Del boy' debido a su agudo sentido comercial y simpatía.